# Computer all-in-one

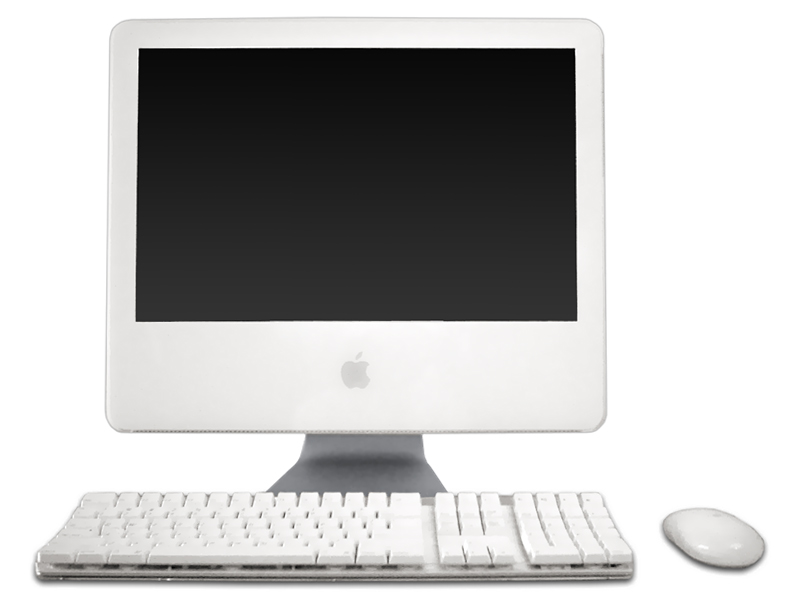
L'iMac G5, un desktop all-in-one degli anni 2000

L'all-in-one computer o computer all-in-one (ellissi molto utilizzata: "all-in-one") è una tipologia di computer desktop che si contraddistingue per avere l'unità centrale e altre componenti, come tastiera e display, uniti in un unico blocco.
È un computer progettato quasi sempre con la finalità di offrire ingombri ridotti, e spesso fornisce anche l'occasione di realizzare forme particolari. I vantaggi di questa tipologia di computer sono spesso il fatto che dispongono di un grande schermo, e da come sono realizzati assomigliano molto più un computer desktop che un normale computer portatile. Questo genere di computer divenne popolare in seguito alla pubblicazione da parte della Apple dei suoi prodotti, che ha inaugurato il mercato con il suo iMac e poi seguiti da LG e Lenovo.

## Il termine "computer all-in-one"

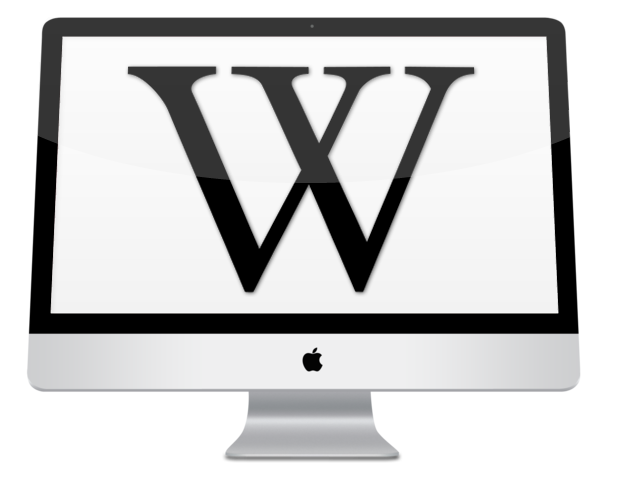
L'iMac Aluminum, un desktop all-in-one del 2011

"All-in-one" è una parola composta mutuata dall'inglese che in italiano significa "tutto in uno". "Computer all-in-one" vuole quindi essere un riferimento al fatto che tutte le componenti principali del computer desktop formano un unico blocco. Negli all-in-one attuali l'unica componente discriminante è il display. Attualmente infatti un computer desktop comprende sempre anche un mouse e una tastiera. Il mouse però non forma mai un unico blocco con l'unità centrale (al massimo è collegato ad essa via cavo). La tastiera invece può essere o non essere implementata in modo da formare un unico blocco con l'unità centrale. Ma anche quando non forma un unico blocco con l'unità centrale, se il display forma un unico blocco con l'unità centrale, si parla comunque di computer all-in-one. Al contrario, se la tastiera forma un unico blocco con l'unità centrale e il display no (come ad esempio nell'Apple II), non si parla di computer all-in-one.

## Descrizione
Nel computer all-in-one il display può essere incorporato nell'unità centrale (come ad esempio nell'iMac G3) oppure non essere incorporato nell'unità centrale (come ad esempio nell'iMac G4). La prima soluzione è la più diffusa.

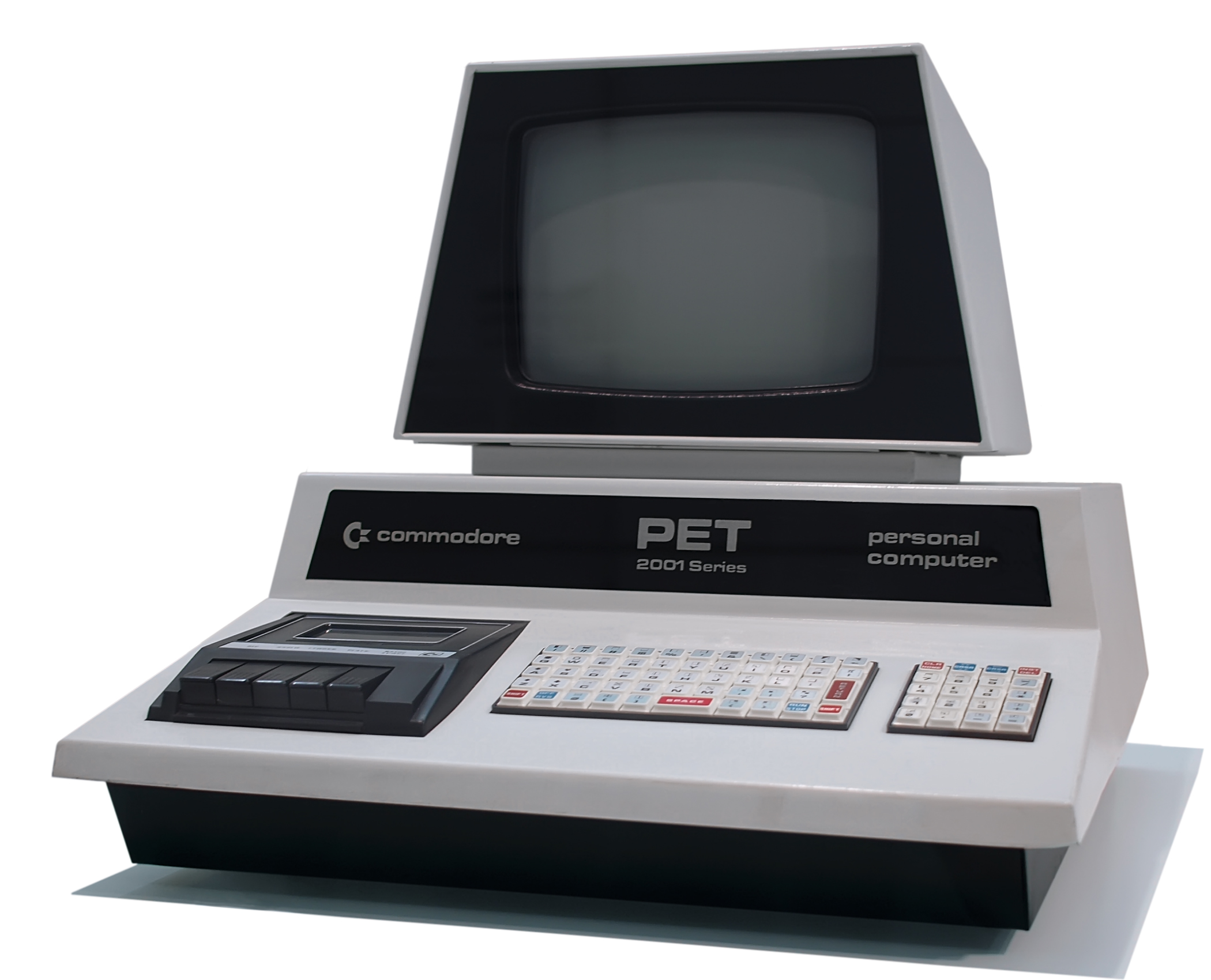
Il Commodore PET, un desktop all-in-one degli anni '70

Inoltre, come detto, l'unità centrale e la tastiera del computer all-in-one possono formare o non formare un unico blocco. Quando la tastiera e l'unità centrale formano un unico blocco, normalmente la tastiera è incorporata nell'unità centrale (come ad esempio nel Commodore PET).
Le soluzioni per integrare materialmente il blocco computazionale al monitor sono essenzialmente due:
- montato sulla superficie posteriore;
- montato nella base del supporto.

Rispetto ad un passato anche recente, data la miniaturizzazione sempre più estrema, ambo le soluzioni spesso non fanno neppure pensare che trattati si un PC o un Mac di tipo all in one (cioè un desktop non di tipo tower).
Un moderno computer all-in-one (al pari di un moderno computer desktop) normalmente ha massimo due periferiche esterne: un mouse e una tastiera. Il mouse si presenta sempre come periferica esterna in quanto non risiede mai all'interno del case del computer. La tastiera invece può essere implementata sia come periferica interna (quando è incorporata nell'unità centrale) che come periferica esterna (quando forma un unico bloco con l'unità centrale ma non è incorporata nell'unità centrale, oppure quando non forma un unico blocco con l'unità centrale ed è collegata ad essa solo via cavo o via onde radio).
Vendute separatamente dal computer all-in-one sono disponibilità sul mercato periferiche esterne di ogni tipo. Più rara invece è la disponibilità sul mercato di periferiche interne per il computer all-in-one in quanto, come detto, il computer all-in-one è un computer normalmente dall'ingombro ridotto, quindi che non ha molto spazio libero per periferiche interne aggiuntive.
Per quanto riguarda le forme dei computer all-in-one, nel corso dei decenni i designer hanno dato sfogo a tutta la loro inventiva: le forme dei computer all-in-one sono le più varie. Si può comunque trovare un denominatore comune: la ricerca di linee (e di materiali) sempre più eleganti e raffinate, che possono rendere l'all-in-one anche un oggetto di arredamento. Tale ricerca si è accentuata negli anni Duemila e ha avuto l'Apple (con la famiglia iMac) tra i produttori più attivi.

### Vantaggi e svantaggi
Il principale vantaggio del computer all-in-one, rispetto al computer desktop tradizionale con unità centrale e display non uniti in un unico blocco, è l'ingombro ridotto: può essere la scelta ideale per chi ha poco spazio dove sistemare il computer desktop.
Il principale svantaggio è invece l'espandibilità: per molti modelli non è possibile aggiungere hardware al computer all-in-one in altro modo, come scheda video o scheda audio più performanti, un processore più potente, o un disco fisso più capiente, anche se in tempi recenti è possibile trovare modelli che in parte permettono ciò.

## Esempi

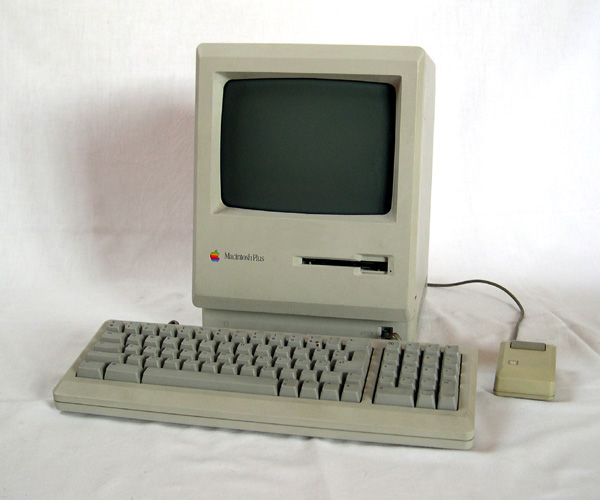
Il Macintosh Plus, un desktop all-in-one degli anni '80

Esempi di computer all-in-one sono i seguenti:
- HP 9830A;
- Olivetti P6040;
- IBM 5100;
- IBM 5110;
- IBM 5120;
- Commodore PET;
- Apple Lisa;
- Macintosh 128K;
- Macintosh Plus;
- iMac G3;
- iMac G4;
- iMac G5;
- Lenovo IdeaCentre
- Compaq Presario 500 Series